# Orchidea nera (film 1958)
Orchidea nera (The Black Orchid) è un film statunitense del 1958 diretto da Martin Ritt.

## Trama
Rose Bianco è un’operaia italoamericana che lavora a cottimo per produrre fiori finti. È la vedova di un gangster italoamericano e cerca di ritrovare la felicità accanto al vedovo Frank Valente.
Rose ha problemi con suo figlio Ralph, che si trova in un riformatorio a causa dei piccoli furti che lo hanno messo nei guai con la legge, mentre, per Frank, il problema è sua figlia Mary, che si prende cura di lui e della casa da anni e che, orfana della madre da molto tempo, è molto gelosa e possessiva nei confronti del padre.
Mary è fidanzata con Noble ma, quando si rende conto che il padre sta frequentando Rose e intende sposarla, dice al fidanzato che accetterebbe di sposarlo solo se andassero ad abitare con Frank, in modo da continuare a prendersi cura del padre, timorosa che una sconosciuta, per di più vedova di un uomo di malaffare, le tolga per sempre l’affetto del padre. Infatti Mary, venuta a conoscenza della relazione di suo padre con Rose, si rifiuta di accettarla e di permettere a Rose di entrare a far parte della famiglia.
Rose e Frank cercano di resistere e affrontare insieme le difficoltà familiari, ma l’ostinata Mary, per costringere il padre a rinunciare alla donna che ama, si chiude in camera sua, rifiutandosi di uscirne, proprio come faceva sua madre quando ella era piccola: questo infatti conduce presto Frank e Rose alla sofferta decisione di rinunciare al loro matrimonio. Invece il figlio di Rose, quando scopre che ella non intende più sposare Frank, fugge senza permesso dalla fattoria, inducendo la polizia a cercarlo a casa e rischiando di finire in un vero penitenziario.
Il giorno dopo Noble va a casa di Frank e lo trova che dorme sulla sedia mentre Mary è ancora chiusa in camera sua; Noble va a bussare alla porta di Mary e le chiede ripetutamente di uscire, ma lei non risponde. Allora Noble decide di portare Frank a casa di Rose dove Frank scopre che Rose, preoccupata per la fuga del figlio e di non avere sue notizie, è ormai decisa a rinunciare a lui per il suo stesso bene e si rifiuta di andare in chiesa a pregare con Frank per un miracolo che faccia rinsavire Mary e indurla ad accettare il matrimonio del padre.
Frank raggiunge Noble in chiesa, mentre Rose si dirige a casa di Frank per cercare un confronto con Mary. Il figlio di Rose arriva in chiesa, sperando di riuscire a vedere la madre un'ultima volta, prima di finire in riformatorio a causa della sua fuga dalla fattoria. Frank e Noble lo riportano alla fattoria, trovando un accordo con Mr. Harmon, il direttore della struttura, affinché il ragazzo non venga trasferito in un carcere minorile.
Intanto Mary, credendosi sola in casa, esce dalla sua stanza, ma trova Rose, giunta nel frattempo per cercare di aiutare Frank a trovare la sua felicità, anche se non con lei. Rose sostiene le sue ragioni con Mary, facendole capire l'amore che prova per il padre di lei, e finalmente Mary l'accetta, chiedendole di rimanere per un caffè. Frank e Noble tornano portando buone notizie del figlio di Rose e tutti e quattro, riappacificati, fanno colazione insieme.
Nel finale Rose e Frank fanno uscire Ralph dalla fattoria e i tre camminano felici verso l'orizzonte.

## Produzione
Il titolo iniziale di The Black Orchid ("Orchidea nera" in italiano) era The Flower Maker (ossia "La fiorista").
In origine la sceneggiatura di Joseph Stefano (prima esperienza in assoluto per lo sceneggiatore) era stata pensata per una telenovela, per poi diventare un film di Hollywood.

### Romanzo
Una versione della sceneggiatura, sotto forma di romanzo, uscì, tra l'altro esattamente un anno prima dell'uscita del film nei cinema, come opera dello scrittore Edward S. Aarons, con lo pseudonimo di "Edward S. Ronns".

### Cast

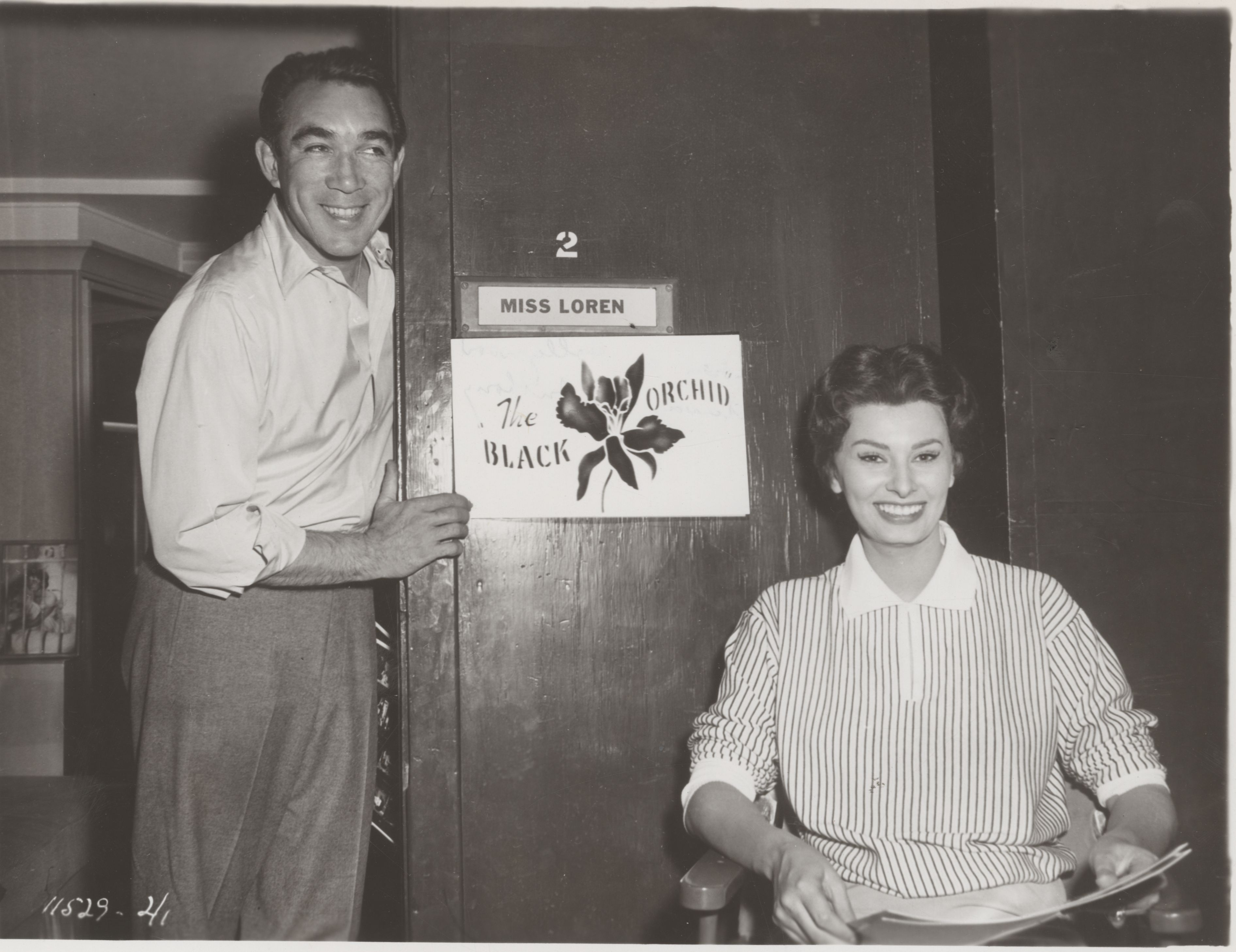
Anthony Quinn e Sophia Loren durante le riprese

I diritti cinematografici del film erano stati all'inizio acquistati dalla Paramount Pictures, che aveva proposto come attrice principale Anna Magnani: tuttavia, dopo il rifiuto di quest'ultima (che in quel periodo era già impegnata con le riprese di Selvaggio è il vento) e l'aggiunta di Carlo Ponti come produttore, come "Rose Bianco" venne alla fine scelta Sophia Loren.

### Riprese
Le riprese del film, iniziate il 3 febbraio e terminate alla fine di marzo del 1958, furono girate totalmente ad Hollywood, tra Venice Beach e nei Paramount Studios.

## Curiosità
Nel periodo delle riprese, la Loren aveva 23 anni, soltanto 9 in più rispetto a Jimmy Baird, attore che nel film interpreta suo figlio, Ralph Bianco.

## Colonna sonora
Orchidea nera fu il primo film hollywoodiano dalla colonna sonora realizzata dal compositore Alessandro Cicognini.

## Distribuzione
Il film uscì nelle sale cinematografiche statunitensi a partire dal 12 febbraio 1959, mentre in Italia dal 19 febbraio seguente.

### Home video
Il film è stato distribuito per la prima volta in DVD il 31 agosto 2004, dalla Paramount Home Entertainment.

## Accoglienza

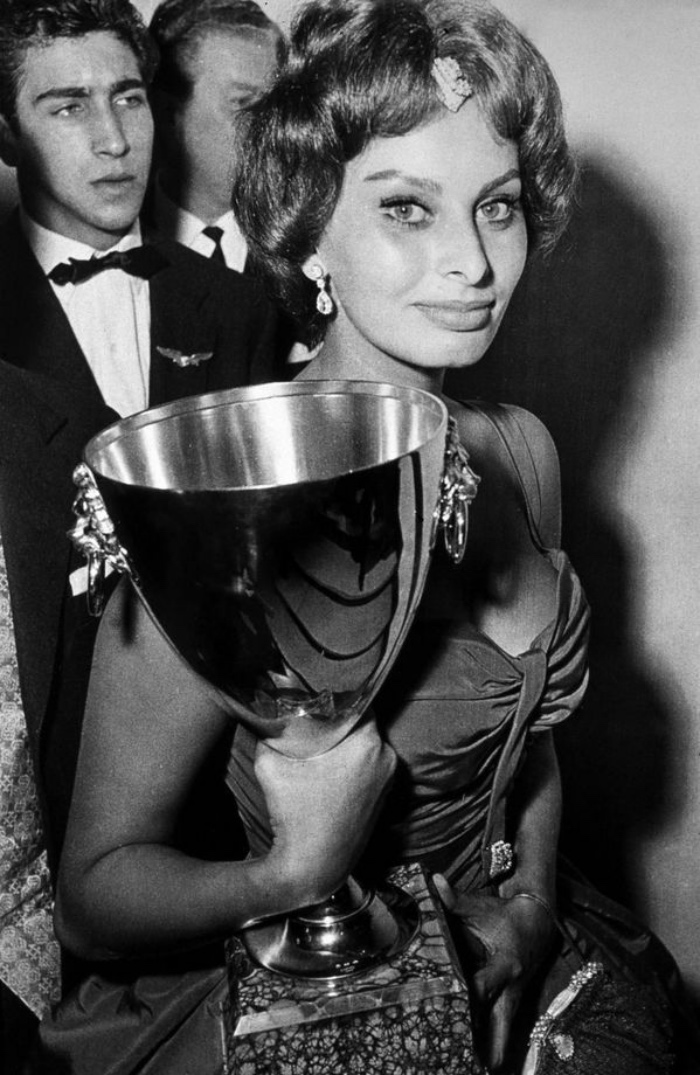
Sophia Loren si aggiudicò la Coppa Volpi al Festival di Venezia del 1958 per l'interpretazione nel film

### Incassi
Il film in tutto il mondo incassò complessivamente un totale di 1 milione di dollari netti.

### Critica
Sul sito web Rotten Tomatoes, molti decenni più tardi, il film riceve il 17% delle recensioni professionali positive, con un voto medio di 5/10, basato su 6 recensioni.
All'epoca su Variety il film ricevette la seguente recensione: "Orchidea nera ha un tocco di Selvaggio è il vento. Il filo della storia e le emozioni volubili sono saldamente rispettati dalla grande regia di Martin Ritt. Senza troppi sforzi, Ritt racconta una storia intrigante, con occhio sensibile e autorevole».
Per il New York Times, il critico cinematografico Bosley Crowther ha in parte criticato e in parte elogiato il film: "Quando un attore dal suo regista ciò che il signor Anthony Quinn offre a Martin Ritt, è davvero un peccato che il regista non abbia qualcosa di altrettanto buono da restituirgli. Ma non significa che sia colpa sua, poiché, sfortunatamente, è stato Joseph Stefano, autore della sceneggiatura originale, a non aver scritto per il film una storia degna della bravura di Quinn".

## Riconoscimenti
- 1958 - Mostra d'arte cinematografica di Venezia
  - Coppa Volpi per la miglior interpretazione femminile a Sophia Loren[16]
  - Candidatura per Leone d'oro al miglior film a Martin Ritt
- 1959 - David di Donatello
  - Targa d'oro a Sophia Loren[17][18]